# Mauerstraße 15 (Quedlinburg)

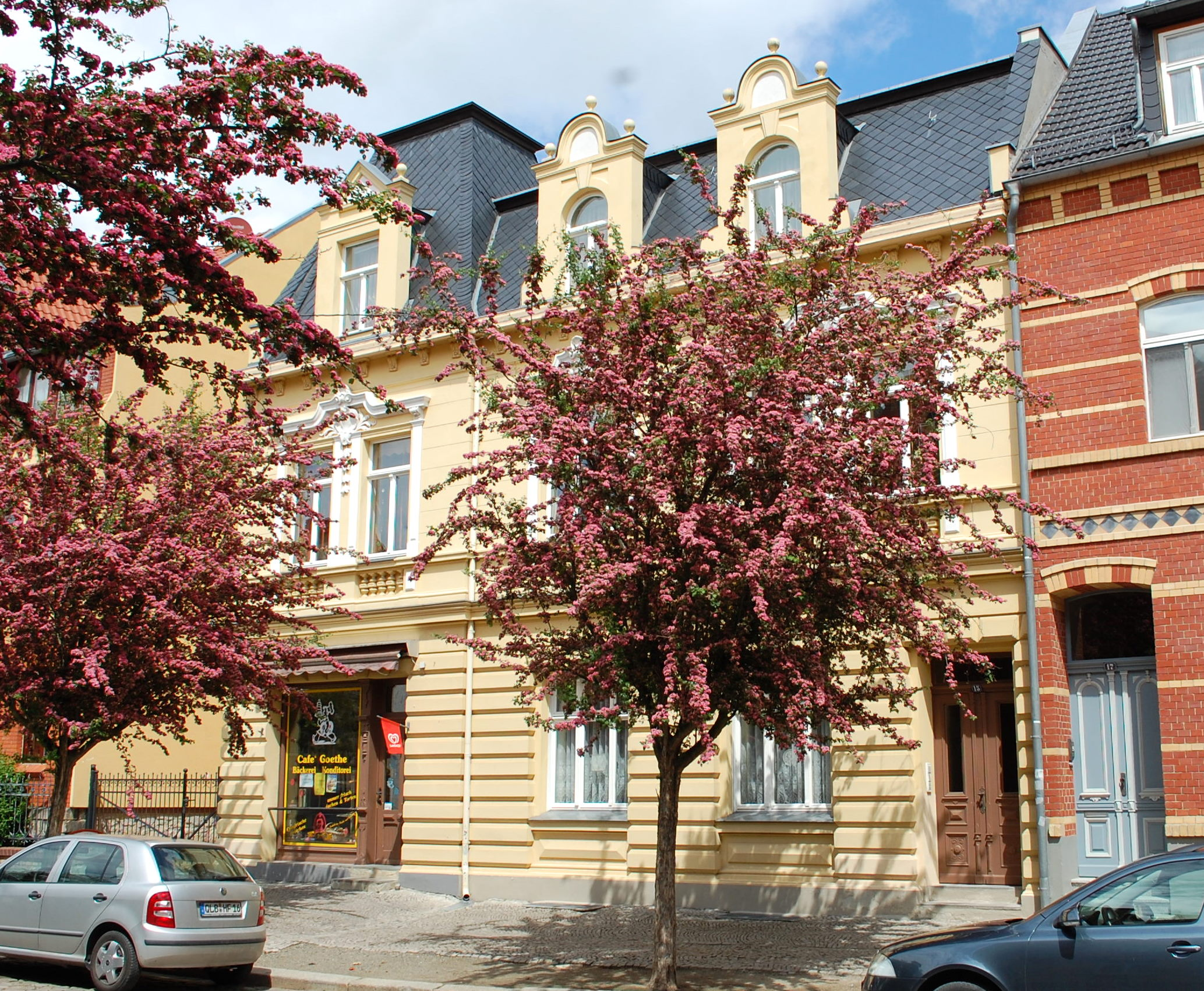
Mauerstraße 15

Das Haus Mauerstraße 15 ist ein denkmalgeschütztes Gebäude in der Stadt Quedlinburg in Sachsen-Anhalt. 
Es befindet sich östlich der historischen Quedlinburger Neustadt. Das Gebäude ist im Quedlinburger Denkmalverzeichnis als Wohn- und Geschäftshaus eingetragen. 

## Architektur und Geschichte
Das Gebäude entstand um 1890 im neobarocken Stil. Die Fassade im Bereich des Ladens im Erdgeschoss zeigt Formen der Neorenaissance. Während die Erdgeschossfassade gebändert ist, verfügt das obere Geschoss über eine reiche Stuckverzierung. Bedeckt ist das Haus von einem mit Schiefer gedeckten Mansarddach.